# Raimund von Zur Mühlen
Le baron Raimund von Zur Mühlen, né le 10 novembre 1854 au manoir de Neu-Tennasilm (aujourd'hui Uusna) près de Fellin dans le gouvernement de Livonie (Empire russe) et mort le 9 décembre 1931 à Wiston, près de Steyning dans le Sussex en Angleterre, est un ténor et pédagogue allemand de la Baltique. Ses interprétations de Lieder sont considérées à l'époque comme légendaires de finesse.

## Biographie

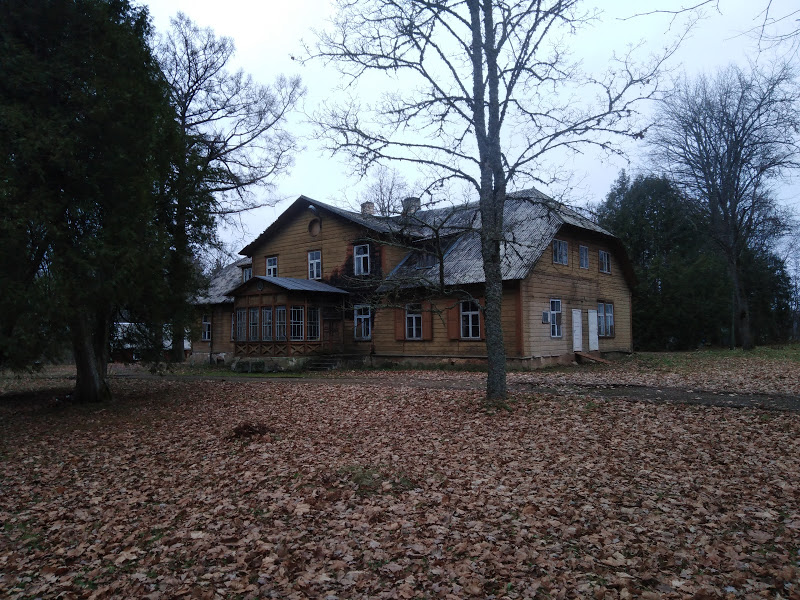
Le manoir de ses parents, vendu en 1872.

Raimund von Zu Mühlen est issu d'une famille de l'aristocratie terrienne de Livonie. Son père, le baron Hermann von Zur Mühlen, est propriétaire terrien et député de canton et sa mère Jenny, née von Horst, férue de musique, lui donne ses premières leçons de musique. Il étonne sa famille en chantant enfant un Lied de Robert Schumann qu'il avait entendu de sa mère et en déclarant vouloir devenir chanteur. Après ses études secondaires au Gymnasium d'Hirschberg et après la mort de son père en 1872, il part pour Berlin et sa famille lui coupe les vivres. Il prend d'abord des cours auprès de la chanteuse Auguste Hohenschild qui le guide ensuite vers Felix Schmidt et Adolf Schulze, professeurs à l'École supérieure de musique de Berlin. Il donne son premier concert public à Riga en 1878 avec son ancien camarade de classe, Hans Schmidt, âme sœur et accompagnateur pendant ses débuts. Ensuite, il prend des cours auprès de Julius Stockhausen à Francfort, puis auprès de la grande Clara Schumann qui lance véritablement sa carrière, car il multiplie les récitals, les Lieder-Abende. C'est à cette époque qu'il rencontre Johannes Brahms.
Johannes Brahms a dit de lui: « Enfin, enfin, j'ai enfin trouvé mon chanteur! ». Avec Clara Schumann, il a créé des récitals de Lieder de Schumann. Cela lui a également ouvert la voie à Londres, où il a donné son premier concert en 1883. Multipliant aussi les apparitions sur scène à l'étranger: en Autriche, en France, en Italie et en Russie (et dans sa Livonie), il prend aussi des cours pour élargir ses potentialités vocales. Il se rend à Paris pour prendre les conseils de Manuel Garcia ou de Pauline Viardot et à Naples, auprès de Beniamino Carelli. Il travaille avec de grands chefs d'orchestre comme Hans von Bülow, Gustav Mahler, Arthur Nikisch, Siegfried Ochs et Felix Weingartner. En 1906, il chante devant la famille impériale à Tsarskoïe Selo. En 1907, il quitte Berlin et s'installe en Angleterre avec des résidences à Londres et à Steyning. Son dernier séjour en Allemagne aurait été à Berlin en 1913-1914, où il a donné un cours de maîtrise. C'est ici qu'il a rencontré pour la dernière fois Monika Hunnius (de), écrivain et professeur de chant, qui l'a toujours soutenu régulièrement dans la conduite de ses cours de chant au château de Fellin et à Neuhausen entre 1904 et 1911, et dont une amitié profonde les liait.
Il est considéré comme le fondateur du genre récital indépendant, du Lieder-Abend. Ses interprétations de chants et de Lieder et son enseignement, spécialisé dans l'interprétation de Lieder, ont été d'une grande importance pour le développement de la discipline indépendante du Lied.
Sa précieuse collection de documents, de musique et d'objets d'art a été détruite au cours d'un incendie majeur dans sa maison de Steyning en 1930, ce qui l'a profondément affecté quelques mois avant sa mort, d'une crise cardiaque.
Werner Bergengruen lui a consacré un souvenir littéraire dans Lombardische Elegie.

## Élèves
- Kirsten Flagstad
- Eidé Norena, née Kaja Karoline Eide Hansen, chanteuse d'opéra norvégienne
- Frieda Hempel
- Eva Jekelius-Lissmann
- Matilda Jungstedt
- Hans Lissmann
- Lula Mysz-Gmeiner
- Fanny Opfer
- Mark Raphael
- Georg A. Walter
- Rose Walter
- Hermann Weißenborn